# Осборн, Айсая
Исайя Осборн (англ. Isaiah Osbourne; род. 5 ноября 1987, Бирмингем, Англия) — английский футболист, полузащитник клуба «Нанитон Боро».

## Клубная карьера

### «Астон Вилла»
Осборн родился в Бирмингеме и является воспитанником клуба «Астон Вилла». Он был переведен в основную команду после прихода тренера Мартина О’Нила. Дебют Осборна в Премьер-лиге состоялся 21 октября 2006 года, когда он вышел на замену на 83-й минуте вместо Стивена Дэвиса в игре против «Фулхэма» на «Вилла Парк». 28 декабря 2006 года Осборн подписал новый трехлетний контракт с клубом до лета 2010 года.
10 января 2008 года Осборн согласился присоединиться к «Лестер Сити» тренера Иэна Холлоуэя на правах аренды, однако несколько дней спустя тренер «Астон Виллы» Мартин О’Нил был вынужден отменить сделку из-за эпидемии травм в команде. Осборн проявил себя в ничейном 1:1 матче с «Арсеналом» в марте 2008 года. 23 сентября 2008 года Осборн продлил контракт с Астон Виллой до 2011 года.
2 марта 2009 года он перешёл на правах аренды в «Ноттингем Форест» до конца сезона. За клуб он дебютировал против «Престон Норт Энд» 3 марта 2009 года и сыграл ещё 7 матчей до возвращения в «Астон Виллу».
5 ноября 2009 года Осборн присоединился к «Мидлсбро» Гордона Страчана. За «Мидлсбро» Осборн дебютировал в проигранном 0:1 матче против «Кристал Пэлас». «Мидлсбро» желал продлить аренду, но Осборн был отозван «Виллой» в связи с эпидемией травм. В феврале 2010 года Осборн, как ожидалось, должен был отправиться в аренду в «Куинз Парк Рейнджерс», но сделка не была завершена.
Осборн рассказал в интервью газете Birmingham Mail в июле 2010 года, что останется в «Астон Вилле» на оставшийся год контракта, в надежде, что сможет закрепиться в основе. Однако в сезоне 2009-10 он не сыграл ни одной минуты за клуб и только раз вышел на замену в Лиге Европы в следующем сезоне.
Осборн был отдан в аренду 30 января 2011 года в «Шеффилд Уэнсдей». После увольнения тренера Алана Ирвина новый тренер Гэри Мегсон исключил Осборна из первой команды и сделал ставку на других игроков. Его аренда была прекращена досрочно, и он вернулся в «Астон Виллу» 5 апреля. Всего Осборн сыграл за «сов» 11 матчей.
Осборн был отпущен «Астон Виллой», когда его контракт истек в мае 2011 года.

### «Хиберниан»
Осборн присоединился к «Лидс Юнайтед» в июле и сыграл за «Лидс» в товарищеских матчах против «Рочдейла» и «Шеффилд Уэнсдей». Но в итоге Осборн договорился с шотландским клубом «Хиберниан» и вскоре подписал с ним двухлетний контракт. Осборн сыграл первый матч за «Хиберниан» 14 августа 2011 года в проигранной 1:4 игре «Килмарноку», выйдя со скамейки в перерыве на замену Льюису Стивенсону. 24 сентября 2011 года Осборн забил дальним ударом в домашнем матче с «Данди Юнайтед», но в итоге мяч написали как автогол Скотта Робертсона. Осборн забил один гол за «Хиберниан» в 35 матчах в течение сезона 2011/12.

### «Блэкпул»
«Блэкпул» подписал Осборна в июле 2012 года на один год с возможностью продления на второй год. Он покинул клуб в конце сезона 2013-14.

### «Сканторп»
Осборн подписал трехмесячный контракт со «Сканторп Юнайтед» в октябре и дебютировал в матче против «Колчестер Юнайтед».

### «Уолсолл»
3 сентября 2015 года Осборн подписал контракт на один год с «Уолсоллом».

## Личная жизнь
Брат Осборна Айзек является профессиональным футболистом, игравшим за «Ковентри Сити» и «Абердин». Своим образцом для подражания Исайя Осборн называет Патрика Виейра.